# Bible de Mathias Corvin
La Bible de Mathias Corvin est un manuscrit enluminé exécuté entre 1485 et 1490 pour le roi Mathias de Hongrie et laissé inachevé à sa mort. Contenant le texte de la Bible, il a été décoré partiellement par Monte di Giovanni del Fora et son frère Gherardo di Giovanni del Fora, ainsi que l'atelier d'Attavante degli Attavanti à Florence, pour faire partie de la Bibliotheca Corviniana. Il est actuellement conservé à la bibliothèque Laurentienne.

## Historique
Le commanditaire du manuscrit est identifiable dans un portrait situé sur la miniature du frontispice. Il est commandé par le roi de Hongrie Mathias Corvin pour alimenter sa bibliothèque, la Bibliotheca Corviniana. Il a peut-être été exécuté sur ordre de son bibliothécaire Taddeo Ugoleto qui se rend à Florence en 1487. Il fait appel sans doute à des enlumineurs qui ont déjà travaillé pour le roi, Monte di Giovanni del Fora, son frère Gherardo di Giovanni del Fora, et l'atelier d'Attavante degli Attavanti qui a déjà réalisé pour lui un missel et un bréviaire.
À la mort du commanditaire en 1490, le manuscrit est laissé inachevé à Florence. Il est récupéré par Laurent de Médicis qui l'intègre à sa bibliothèque. Ils font partie de la collection Plutei conservée dans les bancs de la salle de lecture ouverte en 1571. 

## Description

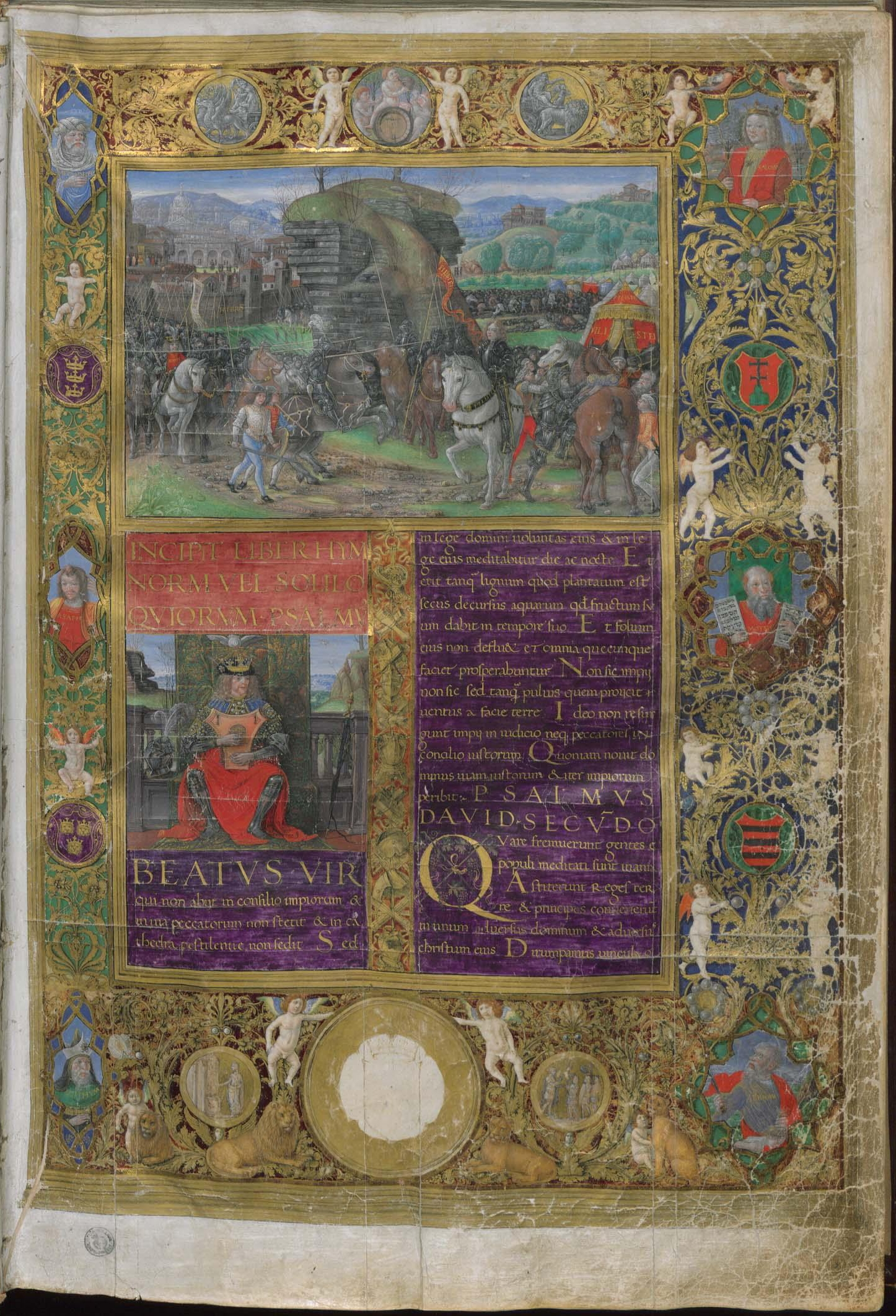
Première page des psaumes

Le manuscrit est relié en trois tomes (278, 307 et 196 folios). Ils ont été copiés dans l'écriture minuscule humaniste ou littera antiqua par les copistes Antonio Sinibaldi ou par son élève Alessandro Verazzano, à partir de 1485 ou 1489 selon les datations. Le tome 1 contient l'Ancien Testament dans sa version de la Vulgate, le tome 2 les textes apocryphes copiés par Jérôme, du livre de Tobie au livre des Maccabées et le tome 3 contient le livre des psaumes, les deux prologues aux Proverbes et le Nouveau Testament,.
Les enluminures des trois tomes sont en grande partie inachevées : la plupart des espaces ménagés dans le texte pour les miniatures sont restées vides. Seules le cadre de la première page du tome 1 et les lettrines jusqu'au folio 10, ainsi que les miniatures de frontispice du tome 3. 
La réalisation de la miniature de frontispice est la décoration la plus spectaculaire du manuscrit (f.2v) : la miniature principale représente David en prière, œuvre de Monte di Giovanni del Fora. Sous cette image, se trouve une miniature de bas de page, telle une prédelle, œuvre de son frère Gherardo di Giovanni del Fora. Le cadre architecturé est l'œuvre de l'atelier d'Attavante degli Attavanti de même que les autres rares cadres qui ont été peints dans l'ouvrage.
La miniature de David représente le roi agenouillé au premier plan, implorant le ciel. Dieu le père est représenté dans une nimbe, entouré d'anges, en haut à droite. En arrière-plan est représenté un paysage inspiré de la peinture flamande, et dans lequel se trouvent disséminés des scènes de la vie de David : le choix des pierres pour sa fronde, la bataille contre les Philistins et la victoire contre Goliath. Trois figures historiques sont représentées en arrière-plan de David, agenouillées et observant le combat de David : il s'agit du roi Charles VIII de France, Mathias Corvin lui-même, et un troisième plus difficile à identifier. Ce dernier, peut-être une femme, est représenté avec une tunique parsemée de fleurs de lys. 